# Београд без сна
 Београд без сна је књига коју је 24. маја 2017. године објавио српски књижевник Владимир Ђурић Ђура у издању издавачке куће Лагуна.

## О аутору
Владимир Ђурић Ђура (Београд, 11. септембар 1960), познат под псеудонимом „Ђура Морнар“ је српски прозни писац и песник, певач, композитор, новинар, колумниста, блогер, водитељ, драматург, сценариста, глумац, редитељ, предавач, теоретичар уметности и културе, уредник, маркетиншки и медијски стручњак.
У родном граду је похађао основне школе „Жарко Зрењанин”, „Радоје Домановић” и „Дринка Павловић”, као и Пету београдску гимназију. Ђурић је апсолвирао 1986. године на одсеку Општа књижевност са теоријом Филолошког факултета Универзитета у Београду.
Паралелно је студирао на катедри  драматургије на Факултету драмских уметности, Универзитета уметности у Београду, где је дипломирао 1986. године. Следеће године уписује последипломске студије театрологије, такође на ФДУ.

## О делу
Књига Београд без сна описана је као новоталасна епопеја о једној изгубљеној генерацији.
Љубавне догодовштине младог београдског песника Барона смештене су у новоталасни Београд у периоду 1979—1983. године. Барон живи у кући са дедом Бором, предратним авангардистом, и као многи младићи тог времена покушава да се упише на филмску режију на београдском ФДУ. Стварни ликови из група ВИС Идоли, Шарло акробата, Филм, Партибрејкерс, Боа и други београдски уметници Бароново су друштво.
Осим њих, градску уметничку сцену и журке налик на њујоршке чине и девојке у које се главни јунак заљубљује и уз које би покушао да се скраси. Ту је дивља британска панкерка Тунге, тренди сликарка Љубица, поп звезда Алекс, даркерка Теодора, загребачка глумица Тања, млада Леда и друге. Једна од њих постаће Баронова принцеза, изабраница краља без краљевства, кога на крају приче очекује кључ сопственог порекла, које можда даје додатни смисао његовом надимку.
Књига је промовисана 22. јуна 2017. године у кафеу Делфи у Студентски културном центру Београд.